# Triaenodes connatus
Triaenodes connatus är en nattsländeart som beskrevs av Ross 1959. Triaenodes connatus ingår i släktet Triaenodes och familjen långhornssländor. Inga underarter finns listade i Catalogue of Life.